# 楊輔清
楊輔清（？—1874年）原名楊金生，小名阿七，外號「七麻子」，清广西桂平人，原籍廣東嘉應州（今梅州），太平天國將領，封「輔王」。

## 生平
他認東王楊秀清為兄弟，改名輔清，金田起義後封為國宗。天京事變時，輔清不在天京，倖免於難。1858年，輔清攻佔江西景德鎮，後來又參與討伐叛將韋俊，奪回池州，以功封輔王。1860年參與二破江南大營之戰，佔安徽寧國。1864年守浙江湖州。天京失陷後，輔清剃髮易服逃到上海，其後到澳門，又曾潛回中國內地，密謀東山再起。
1874年，輔清到福建，被降清的前太平軍將領馬融和（時在福建陸路提督署任職）偵知，稟報闽浙总督李鶴年，結果在晋江县（今泉州）被捕，後被押到福州，旋即遇害。一說自上海逃到美國舊金山，創立三合會，又有一說他在1884年在福建被闽浙总督何璟殺害。

## 宜興的輔王府
1860年農曆四月十三日，楊輔清攻佔江蘇宜興，佔史姓宅第為輔王府，其址在今宜興宜城鎮和平街通真觀巷9號。